# Italia ai VI Giochi paralimpici invernali
L'Italia ha partecipato ai VI Giochi paralimpici invernali di Lillehammer, in Norvegia (dal 10 al 19 marzo 1994) con una delegazione di 23 atleti. L'Italia vinse 13 medaglie e chiuse al 17º posto del medagliere.

## Medaglie
| Medaglie | Atleta           | Sport        | Evento                        | Data       |
| -------- | ---------------- | ------------ | ----------------------------- | ---------- |
| Argento  | Bruno Oberhammer | Sci alpino   | Discesa libera B3             | marzo 1994 |
| Argento  | Bruno Oberhammer | Sci alpino   | Slalom speciale B3            | marzo 1994 |
| Argento  | Bruno Oberhammer | Sci alpino   | Slalom gigante B3             | marzo 1994 |
| Argento  | Bruno Oberhammer | Sci alpino   | Supergigante B3               | marzo 1994 |
| Argento  | Helmut Wolf      | Sci alpino   | Discesa libera LWX            | marzo 1994 |
| Argento  | Helmut Wolf      | Sci alpino   | Supergigante LWX              | marzo 1994 |
| Argento  | Dorothea Agetle  | Sci di fondo | 10 km sitski LW 10-11         | marzo 1994 |
| Bronzo   | Silvia Parente   | Sci alpino   | Slalom B1-2                   | marzo 1994 |
| Bronzo   | Josef Erlacher   | Sci alpino   | Discesa libera B3             | marzo 1994 |
| Bronzo   | Manfred Perfler  | Sci alpino   | Slalom speciale B3            | marzo 1994 |
| Bronzo   | Dorothea Agetle  | Sci di fondo | 2,5 km sitski LW 10-11        | marzo 1994 |
| Bronzo   | Dorothea Agetle  | Sci di fondo | 5 km sitski LW 10-11          | marzo 1994 |
| Bronzo   | Ernesto Vinante  | Sci di fondo | 10 km tecnica libera LW 2/3/9 | marzo 1992 |